# 사하스라라
사하스라라 (산스크리트어: सहस्रार, IAST: Sahasrāra, 영어: "thousand-petalled") 또는 왕관 차크라는 사나탄 요가 전통에서 일곱 번째 주요 차크라이다. 이 차크라는 보라색으로 표현된다.

## 설명
사하스라라는 다양한 색상의 꽃잎 1,000개가 있는 연꽃으로 묘사된다. 이 꽃잎은 20개의 층으로 배열되어 있으며, 각각 약 50개의 꽃잎이 있다. 과피는 황금색이고 그 안에 원형 달 영역이 빛나는 삼각형으로 새겨져 있으며, 이 삼각형은 위쪽 또는 아래쪽을 가리킬 수 있다.
쿤달리니는 깨어났을 때 물라다라 차크라에서 척추 안이나 척추 옆의 중앙 나디(수슘나라고 함)를 거쳐 머리 꼭대기에 도달한다. 다양한 차크라를 통한 쿤달리니의 진행은 다양한 수준의 각성과 신비로운 경험을 달성하는 것으로 믿어지며, 쿤달리니가 마침내 머리 꼭대기인 사하스라라 또는 왕관 차크라에 도달하여 의식의 심오한 변화를 만들어낸다.
종종 천 개의 꽃잎이 있는 연꽃이라고 불리는 이 차크라는 순수한 의식과 관련하여 시스템에서 가장 미묘한 차크라로 알려져 있으며, 다른 모든 차크라가 이 차크라에서 발산된다. 요기가 쿤달리니(의식의 에너지)를 이 지점까지 높이면, 무상삼매(無想三昧, 산스크리트어: nirvikalpa samādhi)를 얻는다.